# John Force
John Harold Force (Bell Gardens, 4 maggio 1949) è un pilota automobilistico statunitense.
Ha vinto 15 campionati come pilota nella categoria "Funny Car" della NHRA ("National Hot Rod Association") e ne ha vinti 17 da proprietario di scuderia. Force è pilota e proprietario della scuderia John Force Racing. È uno dei piloti più importanti nel mondo del "drag racing", categoria automobilistica di gare d'accelerazione.
Si diplomò alla Bell Gardens High School e frequentò per poco il Cerritos Junior College per giocare a football americano. Tre delle sue quattro figlie, Ashley Force Hood, Brittany Force e Courtney Force, sono diventate pilota della NHRA, mentre la figlia maggiore, Adria Force Hight, è il direttore finanziario della scuderia di famiglia, la John Force Racing.
Nel 2013, per il campionato NHRA, la scuderia di John Force schiera quattro vetture: 3 Ford Mustang della categoria "Funny Car", pilotate dallo stesso John Force, dal genero Robert Hight e dalla minore delle quattro figlie di John, Courtney Force ed un dragster della categoria "Top Fuel" pilotato dalla terzogenita, Brittany Force.
Mike Neff, un tempo capo-squadra del pilota rivale Gary Scelzi, pilotò una quarta Funny Car per la John Force Racing dal 26 ottobre 2007, in seguito alla morte di Eric Medlen, fino alla fine della stagione 2009. Nel 2010, dopo che nella stagione 2009 John non vinse neanche una gara, Force mise da parte la quarta vettura e fece diventare Neff il nuovo capo-squadra della scuderia. Questa si rivelò poi una decisione azzeccata visto che portò John a vincere il suo quindicesimo campionato, proprio nel 2010.
Il suo soprannome tra parecchi piloti, così come tra diversi annunciatori/presentatori del mondo del drag racing è "Brute Force" (in italiano "Forza bruta"): se lo guadagnò con le sue vittorie schiaccianti ottenute tra il 1993 ed il 2002, in cui vinse 10 campionati di fila. Il suo record di dieci campionati consecutivi non ha eguali in nessun altro sport; gli unici che si sono avvicinati a questo record sono Steve Kinser, con nove campionati World of Outlaws consecutivi, Jimmie Johnson con cinque campionati NASCAR Sprint Cup Series consecutivi e la squadra di baseball New York Yankees, che vinse cinque World Series di fila. John Force, le sue figlie Courtney, Ashley e Brittany ed il genero Robert Hight sono noti collettivamente nel mondo del drag racing come "la prima famiglia del drag racing".

## La carriera in NHRA

### 1978-2004
Agli inizi Force guidò delle Corvette e delle Monza per poi passare, negli anni 80, alle Oldsmobile Cutlass che pilotò fino alla fine del campionato 1993. Nel 1994 guidò una Chevrolet, per poi passare subito alla Pontiac nel 1995 e 1996. Dal 1997 Force ha guidato ed è stato proprietario solo di vetture Ford.
Tra il 1978 e l'85 Force ottenne risultati altalenanti che andavano dal 23º al 4 posto in classifica generale a fine stagione. Dal 1987 Force viene sponsorizzato dalla Castrol, azienda di lubrificanti per motori. Tra la fine degli anni '80 ed i primi anni '90 ebbe diversi piloti nella sua scuderia e tra questi Tony Pedregon, fratello minore dell'acerrimo rivale Cruz Pedregon. La seconda metà degli anni '90 vede John Force vincere tutti i campionati della sua categoria. Nel 2001 John schiera in pista una terza vettura pilotata dal suo vecchio amico Gary Densham. Quell'anno John Force vince l'ennesimo titolo piloti, impresa che ripete anche l'anno dopo, ottenendo il decimo titolo piloti consecutivo, il suo dodicesimo in carriera. Nel 2003 John non si laurea campione. Non tutto è perduto però, perché è il compagno di squadra, Tony Pedregon, a vincere il suo primo titolo mondiale. A fine campionato Tony Pedregon lascia la John Force Racing per formare, con il fratello Cruz, una loro scuderia e Gary Densham va a correre da solo. John trova allora due esordienti promettenti: Eric Medlen, figlio di John Medlen da tempo membro della scuderia Force e Robert Hight anch'egli membro della squadra e genero di John. Nel 2004, al loro primo anno alla John Force Racing riscuotono entrambi buoni successi ma è di nuovo John Force a laurearsi campione, conquistando il suo 13º titolo piloti.

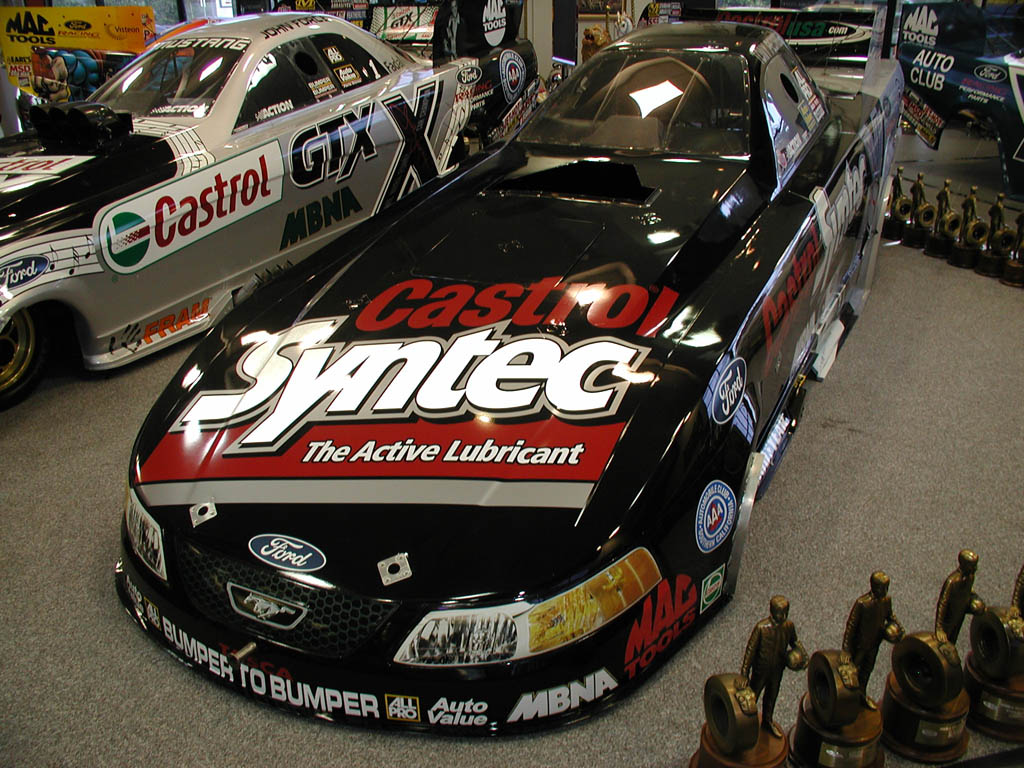
Le vetture di Tony Pedregon (nera) e quella di John Force (grigia).

Dal 2000 Force viene sponsorizzato dalla Castrol, proseguendo la relazione che era già in corso dalla metà degli anni '80. Dopo aver vinto il quarto titolo di campione della classe "Funny Car" John si guadagna il soprannome di "Brute Force" (Forza bruta) sia tra i piloti avversari e perfino tra presentatori come Steve Evans. Il soprannome risale alle prime comparse in pista da parte di John Force, quando guidava la sua auto ancora senza uno sponsor e chiamata "Brute Force".
Nel 2004 Force appare in un episodio della serie animata King of the Hill dal titolo "Dale Be Not Proud"

### 2005-2009
Nel 2005 Force vince 5 eventi ma finisce soltanto terzo nella classifica a punti a 32 punti dal vincitore Gary Scelzi.
Nel 2006, John Force vince il suo 14º campionato Funny Car NHRA, battendo Ron Capps ai quarti di finale della gara "Automobile Club of Southern California NHRA" eliminando matematicamente dalla lotta per il campionato Ron Capps ed il compagno di squadra Robert Hight. Force va poi a vincere quell'evento, conquistando la sua terza della stagione e la 122º della sua carriera.
Il 2007 è una brutta stagione per la scuderia di John Force. All'inizio dell'anno muore in gara Eric Medlen, pilota del team Force e successivamente è lo stesso Force a subire un incidente grave a metà stagione nella gara di Ennis, Texas. Force aveva già iniziato male la propria stagione non riuscendo a qualificarsi per una gara; erano più di 20 anni che non succedeva una cosa del genere. Si rifà successivamente vincendo tre gare a metà stagione e finendo poi settimo in classifica generale.

Il 23 settembre 2007 Force ha un grave incidente durante la gara contro Kenny Bernstein alla "O'Reilly Auto Parts Fall Nationals" ad Ennis, Texas. La Funny Car di Bernstein slitta nella corsia di Force, 
colpisce uno dei coni stradali del traguardo e fa schizzare un blocchetto di schiuma che va a colpire l'auto di Force che ormai aveva tagliato il traguardo.  Successivamente l'auto di Force sbanda e si rompe in due andando a colpire la vettura di Bernstein. Force riporta una caviglia rotta, un'abrasione al ginocchio destro, il polso sinistro slogato e varie ferite e contusioni alle dita di mani e piedi. Con John fuori dai giochi per un po' la scuderia ingaggia Phil Burkart Jr. come rimpiazzo per concludere la stagione.
Il 2008 non è una bella stagione e Force finisce settimo in classifica generale, per la prima volta in carriera è fuori dalla top-5.

Dopo la morte del pilota Scott Kalitta vengono studiate alcune misure di sicurezza che vengono poi attuate per tutto il resto della stagione e l'aiuto di Force è determinante così come quello dell'ormai ritirato 6 volte campione del mondo Kenny Bernstein (4 volte campione Funny Care 2 titoli Top Fuel) e del sette volte campione Top Fuel Tony Schumacher, con il sostegno del "comitato per la sicurezza in pista" della NHRA; viene così progettato un sensore che controlla l'attività dei motori dei dragster Top Fuel e delle Funny Car. Il nuovo sistema fa sì che, in caso di "backfire", la pompa del carburante si spenga automaticamente ed il paracadute venga spiegato, tutto questo per minimizzare o eliminare le circostanze che portarono alla morte di Kalitta. Questo dispositivo di sicurezza diventò obbligatorio dall'inizio della stagione 2009. Nonostante Force fosse arrivato settimo solo a punti nel 2008 il suo contributo è stato fondamentale per le innovazioni in materia di sicurezza dei piloti in NHRA.
Nel 2009 Force finisce di nuovo il campionato fuori dalla top-5. Nonostante ciò, questo è un buon anno per Force che vede il proprio pilota Robert Hight laurearsi campione. In più grazie al piazzamenti degli altri membri della scuderia (Ashley è seconda, John è nono e Mike Neff decimo) John Force vince il titolo per proprietari di scuderia e questo ne fa il proprietario più vincente nella storia della NHRA.

### 2010-2012
John Force inizia la stagione 2010 vincendo sulla "Auto Club Raceway at Pomona" in California e coglie l'occasione della vittoria della gara inaugurale per festeggiare anche i 34 anni di attività in NHRA ed i 25 anni con lo stesso sponsor. Force centra la sesta vittoria stagionale nell'ultima gara del campionato, questa vittoria gli permette di vincere il suo quindicesimo titolo in carriera. All'età di 61 anni John Force è il pilota più anziano ad aver vinto un campionato NHRA.
Prima dell'inizio della stagione 2011 Ashley Force Hood, pilota e figlia di John Force, fa sapere di essere in dolce attesa e che, per questo, non parteciperà al campionato. In competizione, per la scuderia Force, restano allora lo stesso John Force, Robert Hight e Mike Neff che concludono il campionato rispettivamente in nona, quarta e quinta posizione in classifica generale.
Nel 2012 la scuderia di John Force schiera una quarta vettura assegnata a Courtney Force, la minore delle quattro figlie di John e campionessa 2009 della classe "Top Alcohol Dragster" (una classe di dragster con potenza minore rispetto a quella dei "Top Fuel"). A fine stagione la classifica piloti della classe Funny Car indica Mike Neff al terzo posto, la debuttante Courtney Force al quinto, Robert Hight settimo e John Force in nona posizione.

### 2013
All'inizio della stagione 2013, Ashley annuncia il suo ritiro dalle competizioni, lasciando la scuderia John Force Racing con un pilota in meno. Piuttosto che cercare un altro pilota che prendesse il posto di Ashley nella Funny Car sponsorizzata Castrol GTX, John fa una cosa che non aveva mai fatto prima. Mette in campo un dragster di classe Top Fuel, con la figlia Brittany Force al volante e sponsorizzata Castrol Edge. La scuderia è quindi composta dal dragster della figlia Brittany che corre nella classe "Top Fuel" e dalle tre Ford Mustang nella classe "Funny Car" pilotate dallo stesso John Force, dalla figlia Courtney e dal genero Robert Hight.

A luglio, nella gara di Denver, CO, John Force e Robert Hight si scambiarono le vetture e le squadre. John guidò la vettura di Hight e Jimmy Prock fu il suo caposquadra.
Il 26 luglio 2013 venne reso noto che dopo la stagione 2014 la Ford si ritirerà dai campionati NHRA, il che creerà dei problemi alla scuderia di John Force.
A Las Vegas, con una gara d'anticipo sulla fine del campionato, John si laurea nuovamente campione nella classe "Funny Car", conquistando il suo sedicesimo titolo in carriera.

## Record e riconoscimenti
- È stato scelto da una giuria nazionale di giornalisti sportivi come pilota dell'anno 1996 tra tutti gli sport motoristici americani. Primo pilota di drag racing a ricevere tale onorificenza.
- Ha vinto 135 Wallys partecipando a 220 round finali. Il "Wally" è il trofeo che viene assegnato al vincitore di una gara nazionale in NHRA.
- È stato il primo pilota di Funny Car a raggiungere le 1 000 vittorie di un round di qualificazione in carriera. La 1 000ª vittoria è stata al primo round della gara "NHRA Midwest Nationals" del 2008 tenutasi sull'allora "Gateway International Raceway" (oggi "Gateway Motorsports Park") a St. Louis, Missouri, dove vinse contro Ron Capps.
- 15 volte pilota campione NHRA, e 17 volte vincitore del titolo per proprietari di scuderia.
- È al secondo posto nella classifica dei migliori piloti della NHRA dal 1951 al 2000, dietro a Don Garlits.
- John Force e la figlia Ashley sono stati la prima coppia padre/figlia a competere l'uno contro l'altra. La gara è avvenuta durante il primo round della "NHRA Southern Nationals" ad Atlanta, GA nel 2007, vinta da Ashley.
- È l'unico pilota ad aver vinto più di dieci campionati nella sua classe, la "Funny Car", battendo il record che apparteneva a Bob Glidden, che aveva vinto 10 campionati nella classe "Pro Stock".
- Ha vinto almeno una gara in quasi tutte le piste oggi in calendario, ad eccezione della pista Summit Motorsports Park a Norwalk, Ohio.
- Detiene il record per il maggior numero di primi posti in qualifica nella storia della NHRA (139 al 30 luglio 2011).
- John Force è stato insignito del "premio Lee Iacocca" sulla Bristol Dragway (presso la Bristol Motor Speedway) il 16 giugno 2012
- È di John Force anche il record per il maggior numero di campionati consecutivi vinti, 10, dal 1993 al 2002.

## Driving Force
Il canale televisivo statunitense A&E Network trasmise, tra il 2006 ed il 2007, un reality show dal titolo Driving Force incentrato sulla vita privata di John Force, della moglie Laurie e di tre delle figlie di John, Ashley, Courtney e Brittany